# Nicolas Namias
Pour les articles homonymes, voir Namias.
Nicolas Namias, né le 25 mars 1976 à Paris, est un dirigeant de banque et ancien haut fonctionnaire français, président du directoire de BPCE depuis le 3 décembre 2022.

## Biographie

### Famille
Il est le fils de Robert Namias, qui a été directeur de l'information à TF1 de 1996 à 2008, et de Nicole Halimi. Son arrière-grand père, juif apatride de Salonique, possédait un magasin de tissus ; il s'est expatrié en France en 1914.
Son frère aîné, Fabien Namias, est journaliste et éditorialiste politique et économique.
Il est également le beau-fils de la productrice de télévision Anne Barrère.

### Études
Diplômé de Sciences Po en 1999 puis de l'ESSEC en 2001, il intègre l'ENA, promotion Léopold-Sédar-Senghor, dont il sort en 2004.

### Carrière
À sa sortie de l'ENA, il intègre le corps des administrateurs civils et la Direction générale du Trésor en avril 2004, et y reste pendant 4 ans.
En juillet 2008, il est nommé à la direction financière de BPCE où il est chargé de la stratégie de pilotage et l'analyse de la performance, au service « pilotage des activités d’assurance et de banque commerciale ».
Après l'élection présidentielle de 2012, il est nommé conseiller technique pour le financement de l’économie, les entreprises et les affaires économiques internationales auprès de Jean-Marc Ayrault. À cette période est élaborée et votée la loi de séparation des activités bancaires, promise par le candidat François Hollande qui désignait alors la finance comme son « adversaire », mais qui sera vidée de sa substance,.  Il quitte ce poste à la démission de ce dernier en avril 2014.
En mai 2014, il est nommé directeur de la stratégie chez Natixis,. Laurence Scialom, professeure d'économie à l'université Paris Nanterre et administratrice de l’Observatoire de l’Éthique Publique, estime alors que cette « belle promotion chez Natixis (...) laisse place à une grande suspicion quant au fait qu’il était en mission commandée pour torpiller la loi »,. Le 1er octobre 2017, Nicolas Namias devient Directeur Finance et Stratégie de Natixis (Chief Financial Officer), membre du Comité de Direction Générale.
En juin 2018, après la nomination de Laurent Mignon comme président du directoire du Groupe BPCE, puis la nomination de François Riahi (qui était précédemment directeur général chargé des Finances du Groupe BPCE) comme Directeur Général de Natixis, Nicolas Namias est nommé au Directoire du Groupe BPCE, en tant que directeur général chargé des Finances et de la Stratégie. Le 4 août 2020, il succède à François Riahi au poste de directeur général de Natixis afin de préparer le nouveau plan stratégique,. Le 3 décembre 2022, Nicolas  Namias succède à Laurent Mignon à la présidence du directoire de BPCE. 
Pour Mediapart, cela fait de lui un cas emblématique du pantouflage, montrant les relations qu’entretiennent le monde de la finance et la haute fonction publique française.
Lors de son accession à la présidence du directoire de BPCE, Nicolas Namias totalisait plus de 14 ans de présence dans le Groupe BPCE et 6 ans dans l’administration.